# Max van Beieren

Wapen van het Huis Wittelsbach

Max Emanuel Ludwig Maria Herzog in Bayern (München, 21 januari 1937) is de tweede zoon van Albrecht van Beieren en diens eerste echtgenote Maria Gräfin Drašković von Trakošćan. Hij is afkomstig uit het voormalige Beierse koningshuis Wittelsbach.
In 1965 werd hij geadopteerd door Lodewijk Willem in Beieren, een afstammeling van het hertogelijk huis in Beieren waaruit ook keizerin Elisabeth van Oostenrijk ("Sisi") en koningin Elisabeth van België stammen. Tot zijn adoptie was hij formeel Prinz von Bayern en volgens het traditionele huisrecht is hij dat nog steeds, maar overeenkomstig het Duitse burgerlijk en naamrecht voert hij sindsdien de naam Herzog in Bayern.
Hij is de beoogde opvolger van zijn ongehuwde broer Frans van Beieren als hoofd van het Huis Wittelsbach. Aangezien hij geen zonen heeft, zal na zijn dood de leiding van het huis overgaan op Luitpold von Bayern.
In 1967 trad Max van Beieren in het huwelijk met de Zweedse Elisabeth gravin Douglas. Zij hebben vijf dochters, met als oudste Sophie Elisabeth (1967) die trouwde in 1993 met erfprins Alois van Liechtenstein.
Het echtpaar bewoont het Slot Wildenwart in Frasdorf.
- Gemeinsame Normdatei: 139544046
- International Standard Name Identifier: 0000 0000 7174 7575
- Virtual International Authority File: 101272032